# Neoepiscardia ectofurca
Neoepiscardia ectofurca är en fjärilsart som beskrevs av László Anthony Gozmány. Neoepiscardia ectofurca ingår i släktet Neoepiscardia och familjen äkta malar. Inga underarter finns listade i Catalogue of Life.